# Matteo Grassotto
Matteo Grassotto (ur. 14 marca 1980 roku w Asolo) – włoski kierowca wyścigowy.

## Kariera
Schroeder rozpoczął karierę w wyścigach samochodowych w 1998 roku od startów we Włoskiej Formule Renault Campus, gdzie zdobył tytuł wicemistrzowski. W późniejszych latach pojawiał się także w stawce Masters of Formula 3, Europejskiego Pucharu Formuły Renault 2000, Włoskiej Formuły Renault, Niemieckiej Formuły 3, Euro 3000, Formuły 3000, Italian GT Championship oraz Bomboogie GT Challenge.